# Svartnupen
Der Svartnupen (norwegisch für Schwarzer Gipfel) ist ein Berg im ostantarktischen Königin-Maud-Land. Im Kurzegebirge der Orvinfjella ragt er an der Südseite des Håkonbandet auf.
Norwegische Kartographen, die den Berg auch benannten, kartierten ihn anhand von Luftaufnahmen und Vermessungen der Dritten Norwegischen Antarktisexpedition (1956–1960).